# P. J. Olsson
Paul Josef Olsson (Houghton, Michigan; 13 de julio de 1969) es un cantante estadounidense, popular por su trabajo con la agrupación de rock progresivo Alan Parsons Live Project. Ha realizado giras con numerosos artistas y bandas, incluyendo a Rufus Wainwright, Beth Orton y Placebo.

## Biografía
Olsson nació en Houghton, Michigan en el seno de una familia musical. Su padre obtuvo un doctorado en artes musicales y su madre fue maestra de canto. Empezó tocando el violín a los seis años. PJ llamó la atención de Columbia Records, con quienes grabó un álbum en el año 2000 llamado Words For Living, el cual recibió buenas críticas en su natal Estados Unidos. Olsson también hizo una aparición en el Show de David Letterman, y su canción «Ready for a fall» fue incluida en la banda de sonido de la serie televisiva Dawson's Creek. En el año 2002, Olsson se unió a The Alan Parsons Project, convirtiéndose en el vocalista líder de la banda. También ha colaborado con artistas y bandas de renombre como Kid Rock, Muse, Train, Rufus Wainwright, Iggy Pop, Beth Orton, Bob Geldof, Something Corporate, Ben Harper, Nelly Furtado, Placebo y Michelle Branch.

## Discografía

### Como solista
- 1998: P.J. Olsson
- 1999: Words for living.
- 2005: Beautifully insane.
- 2007: American scream.
- 2013: Lasers and trees.

### Con Alan Parsons
Estudio
- 2004: A valid path - voz.
- 2019: The secret - voz en «Years of glory».

En vivo
- 2010: Eye 2 Eye: Live in Madrid - voz, guitarra acústica.
- 2013: LiveSpan - voz.
- 2016: Alan Parsons Symphonic Project, Live in Colombia - voz, guitarra acústica.

### Recopilatorios
- 1999: Songs from Dawson's Creek - voz en «Ready for a fall».